# Braine-le-Comte
Braine-le-Comte (nld. ′s-Gravenbrakel, wa. Brinne-e-Hinnot) – miasto w Belgii, w Regionie Walońskim, w prowincji Hainaut, w okręgu Soignies. Według Dyrekcji Generalnej Instytucji i Ludności, 1 stycznia 2024 roku miasto liczyło 23 443 mieszkańców.

## Podział administracyjny
W skład miasta wchodzi pięć dzielnic (section):
- Hennuyères
- Henripont
- Petit-Rœulx-lez-Braine
- Ronquières
- Steenkerque (Steenkerke)

## Osoby

### urodzone w Braine-le-Comte
- Louis Catala (1891–1966), burmistrz
- Françoise Collin (1928–2012), filozof
- Luc Declercq (1911–1997), poeta
- Marcel Lobet (1907–1992), pisarz
- Henri Neuman (1856–1916), senator

## Współpraca
Miejscowości partnerskie:
- Braine, Francja
- Codroipo, Włochy
- Vadu Izei, Rumunia
- Wagadugu, Burkina Faso